# Constantijn Huygens jr.

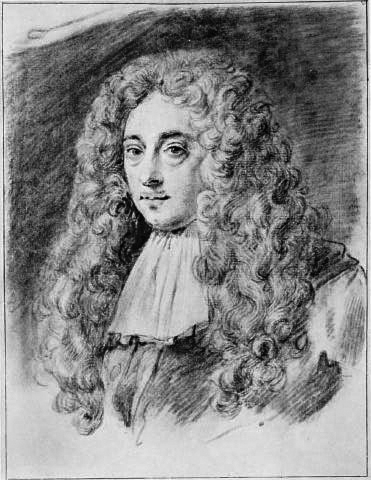
Constantijn Huygens jr.

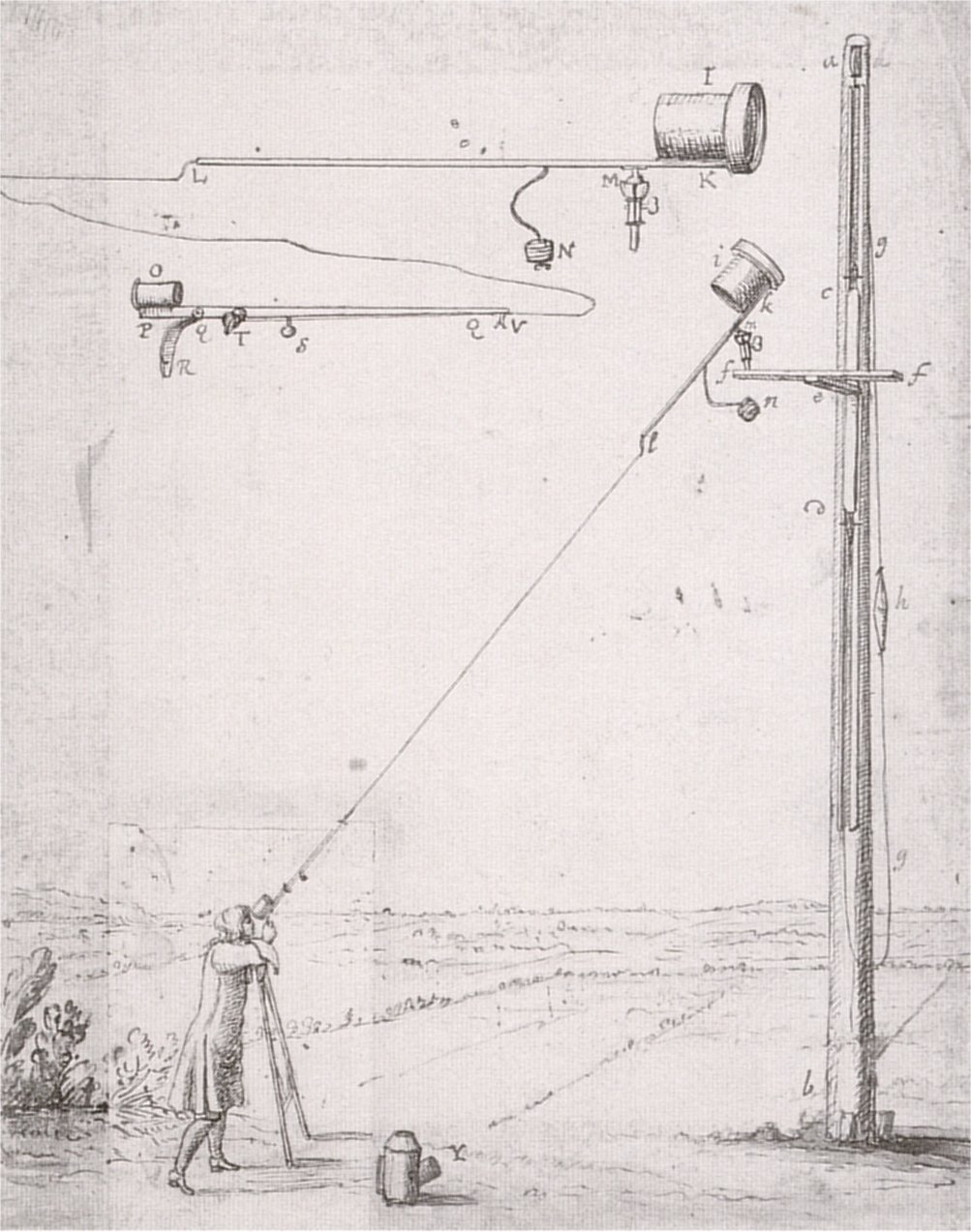
Buisloze telescoop van Christiaan en Constantijn Huygens

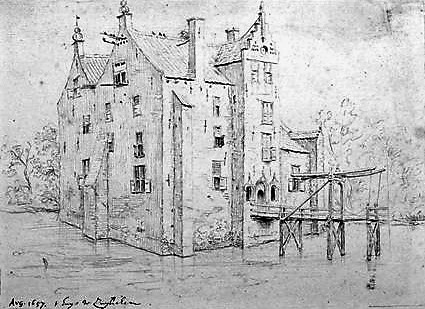
Kasteel van Zuilichem door Constantijn Huygens jr (1657)

Constantijn Huygens jr.  (Den Haag, 10 maart 1628 – aldaar, 2 november 1697) was een Nederlandse staatsman. Hij is tevens bekend vanwege zijn werk aan wetenschappelijke instrumenten en als kroniekschrijver van zijn tijd. 

## Biografie
Hij was de oudste zoon van de dichter en staatsman Constantijn Huygens en Suzanna van Baerle. Op vierjarige leeftijd werd door zijn ouders opgemerkt dat het hoofd van Constantijn enigszins naar links hing. Uiteindelijk besloot Huygens sr. in 1637 om de jongen te laten opereren door een arts in Utrecht. Deze maakte een forse insnijding in de hals van Constantijn, haalde de "vele in de knoop geraakte zenuwen" uit elkaar en behandelde het nog met wat olie. Welgemanierde mensen hoorden in de zeventiende eeuw een goede houding te hebben. 
Constantijn Huygens jr. begon in mei 1645 samen met zijn broer Christiaan aan de Leidse Universiteit een studie rechten en volgde ook enkele colleges vrije kunsten. Deze studies omvatten de werken van klassieke auteurs over geschiedenis, filosofie en wetenschap, met inbegrip van wiskunde. In 1649-1650 vergezelde hij Adriaan Pauw (1585-1653) naar Engeland en reisde rond door België, Frankrijk, Zwitserland en Italië. In 1655 verhuisde Constantijn naar Parijs. 
In 1668 huwde hij Susanna Rijkaert (1642-1712), een rijke dame uit Amsterdam. Zes jaar later werd hun enige kind geboren, Constantinus ('Tien') (1674-1697). 
Toen Willem III in 1672 stadhouder werd, werd Constantijn jr. benoemd tot zijn secretaris. Hij volgde Willem III, toen die in 1689 koning van Engeland werd. Constantijn nam deel aan Willems oorlog met Frankrijk; hij vertrok elk voorjaar naar het zuiden van Nederland en keerde elk najaar terug naar Londen.

## Optica
Toen Christiaan Huygens rond 1650 geïnteresseerd raakte in telescopen, hielp Constantijn hem bij het maken van de lenzen. Met de eerste telescoop ontdekte Christiaan in 1655 een maan in een baan om Saturnus (Titan). Om chromatische aberratie te voorkomen maakte Constantijn telescoopobjectieven met steeds grotere diameter en brandpuntsafstand. Omdat de zeer lange telescoopbuizen onder hun eigen gewicht verbogen en daardoor het waarnemingsinstrument onbruikbaar maakten, leidde dat tot hun uitvinding van de buisloze telescoop: het objectief was op een kogelgewricht op een paal gemonteerd; het oculair was op een statief geplaatst en via een koord verbonden met het objectief. Het geheel kon gericht worden op een object aan het firmament door het koord strak te trekken. Constantijn presenteerde in 1690 een objectief met een diameter van 190 mm en een brandpuntsafstand van 37,5 m aan de Royal Society, dat zijn handtekening draagt. De Royal Society heeft ook twee andere telescoopobjectieven met zeer lange brandpuntsafstand verworven in 1725, beide gemaakt door Constantijn. De buisloze telescopen raakten in onbruik door de uitvinding van de spiegeltelescoop en de achromatische lens.

## Dagboek
Van 1673 tot 1696 hield Constantijn Huygens jr. een privédagboek bij, dat nu bewaard wordt in de Koninklijke Bibliotheek. In zijn dagboek tekende hij alle aspecten op van het vroeg-moderne rechtbankleven in Nederland en Engeland, alsmede aantekeningen over de maatschappij, cultuur en algemene wetenschappelijke vooruitgang van de twee landen. Zijn dagboek beschrijft ook de seksuele avontuurtjes van zijn tijdgenoten en geeft inzicht in de geschiedenis van de menselijke seksualiteit. Hij vermeldt daarin meerdere ontmoetingen met Adriaan Beverland in Engeland. Beverland was uit de Republiek verbannen vanwege het publiceren van, wat geacht werd, perverse en godslasterlijke litaratuur.

## Schilderijen
Op 23 april 1630 kocht Constantijn Huygens sr. het kasteel Zuilichem in de buurt van Zaltbommel. Zijn zoon Constantijn Huygens jr. maakte in de periode 1630–1660 een aantal schilderijen en tekeningen van dit kasteel. Deze zijn te zien in het museum Stadskasteel Zaltbommel.
- Bibsys: 90382915
- Bibliothèque nationale de France: cb12652215k (data)
- Biografisch Portaal: 31439059
- Digitale Bibliotheek voor de Nederlandse Letteren: huyg007
- Gemeinsame Normdatei: 121672050
- International Standard Name Identifier: 0000 0000 7970 4633
- Library of Congress Control Number: n84091844
- Nationale Bibliotheek van Tsjechië: jo2017966109
- Nationale bibliotheek van Australië: 35255093
- Nationale Bibliotheek van Israël: 987011245290105171
- Nederlandse Thesaurus van Auteursnamen: 069108838
- Réseau des bibliothèques de Suisse occidentale: 02-A013302933
- RKD-Nederlands Instituut voor Kunstgeschiedenis: 40796
- LIBRIS: 386685
- SNAC: w6k10583
- Système universitaire de documentation: 111040868
- Trove: 884153
- Union List of Artist Names: 500010824
- Virtual International Authority File: 10707910
- WorldCat: E39PBJdRwVG8vmhk9jHWckRdwC